# Flávio José Álvares dos Santos
Flávio José Álvares dos Santos GOC • ComA • GOA • GCA • MPBS • MOSD • MSMM • OSE • GCIH • MOCE • MCC (Macau, Sé, 10 de Dezembro de 1895 - Lisboa, São Sebastião da Pedreira, 23 de Junho de 1977) foi um militar e empresário português.

## Família
Filho de Joaquim Augusto Tomé dos Santos e de sua segunda mulher, Augusta Maria Juliana Álvares, filha de João Jacques Floriano Álvares, um goês católico.

## Biografia
General da Arma de Engenharia, Diretor da Arma de Engenharia, Presidente da Junta Autónoma das Estradas e Fundador da Empresa de construção civil SOCOPOL.
Foi Sócio Honorário e Presidente da Casa de Macau em Lisboa.

### Condecorações[1][2]
- Comendador da Ordem Militar de São Bento de Avis de Portugal (24 de Dezembro de 1936)
- Oficial da Antiga, Nobilíssima e Esclarecida Ordem Militar de Sant'Iago da Espada, do Mérito Científico, Literário e Artístico de Portugal (30 de Março de 1940)
- Grande-Oficial da Ordem Militar de São Bento de Avis de Portugal (29 de Setembro de 1951)
- Grã-Cruz da Ordem Militar de São Bento de Avis de Portugal (4 de Dezembro de 1958)
- Grã-Cruz da Ordem do Infante D. Henrique de Portugal (31 de Julho de 1963)
- Grande-Oficial da Ordem Militar de Nosso Senhor Jesus Cristo de Portugal (23 de Dezembro de 1965)
- Medalha de Prata de Bons Serviços com Palma de Portugal (? de ? de 19??)
- Medalha da Vitória de Portugal (? de ? de 19??)
- Medalha Comemorativa da Campanha da I Grande Guerra com a legenda «França, C.E.P., 1917-1918» de Portugal (? de ? de 19??)
- Medalha de Ouro de Serviços Distintos com Palma de Portugal (? de ? de 19??)
- Medalha de 2.ª Classe de Mérito Militar de Portugal (? de ? de 19??)
- Medalha de Ouro de Comportamento Exemplar de Portugal (? de ? de 19??)
- Grã-Cruz da Ordem da Fénix da Grécia (? de ? de 19??)
- Comendador da Ordem de Leopoldo I da Bélgica (? de ? de 19??)

## Casamento e descendência
Casou em Lisboa, São Mamede, a 27 de Novembro de 1920 com Maria Adelaide Felner Arantes Pedroso "Nini" (Macau, Sé, 17 de Junho de 1893 - Lisboa, Camões, 12 de Maio de 1940), filha de José António Arantes Pedroso e de sua mulher Amália Augusta de Albuquerque e Castro Felner, de ascendência Alemã, de quem teve uma filha e um filho.